# Mombin-Crochu
Mombin-Crochu (en criollo haitiano Monben Kwochi) es una comuna de Haití que está situada en el distrito de Vallières, del departamento de Noreste.

## Historia
Fundado en 1782, pasó a ser comuna en 1851.

## Secciones
Está formado por las secciones de:
- Sans Souci (Que abarca la zona urbana de la villa de Mombin-Crochu)
- Bois Laurence (que abarca el barrio de Bois Laurence)

## Demografía
| Gráfica de evolución demográfica de Mombin-Crochu entre 2009 y 2015 |
|                                                                     |

Los datos demográficos contemplados en este gráfico de la comuna de Mombin-Crochu son estimaciones que se han cogido de 2009 a 2015 de la página del Instituto Haitiano de Estadística e Informática (IHSI). 